# 青森県立八戸南高等学校
青森県立八戸南高等学校（あおもりけんりつ はちのへみなみこうとうがっこう）は、青森県八戸市大字鮫町字小舟渡平に所在した公立の高等学校。2013年3月をもって閉校し、青森県立八戸北高等学校へ統合された。

## 所在地
- 〒031-0841 青森県八戸市大字鮫町字小舟渡平9-291（現在の青森県立八戸高等支援学校の位置[1]）

## 沿革
- 1983年4月8日 - 開校式
- 1984年10月20日 - 校舎落成記念式典挙行
- 2008年8月6日 - 県立高等学校第3次改革において2011年度からの新入生募集を停止
- 2011年4月 - 生徒募集停止。
- 2013年3月31日 - 青森県立八戸北高等学校へ統廃合され、閉校。
- 2017年4月 - 校舎跡地に青森県立八戸高等支援学校が開校[1][2]

## アクセス
- JR八戸線鮫駅より徒歩20分
- 八戸市営バス「南高校前」徒歩すぐ[注 1]